# Schloss Demerthin

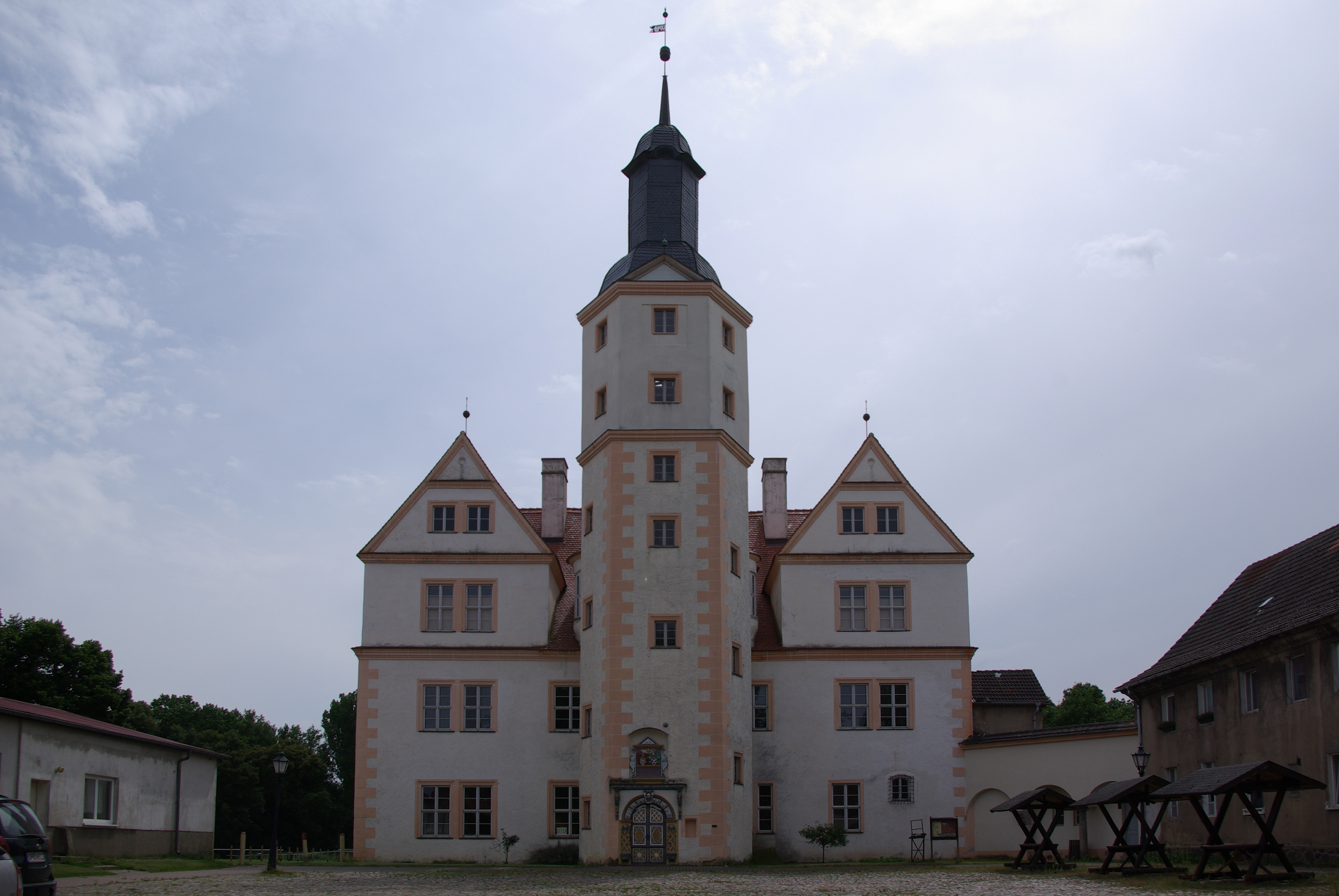
Blick vom Hof auf Schloss Demerthin

Das Schloss Demerthin im Ortsteil Demerthin der Gemeinde Gumtow im Landkreis Prignitz in Brandenburg gehört zu den wenigen unveränderten Profanbauten der Renaissance in der Region.

## Geschichte

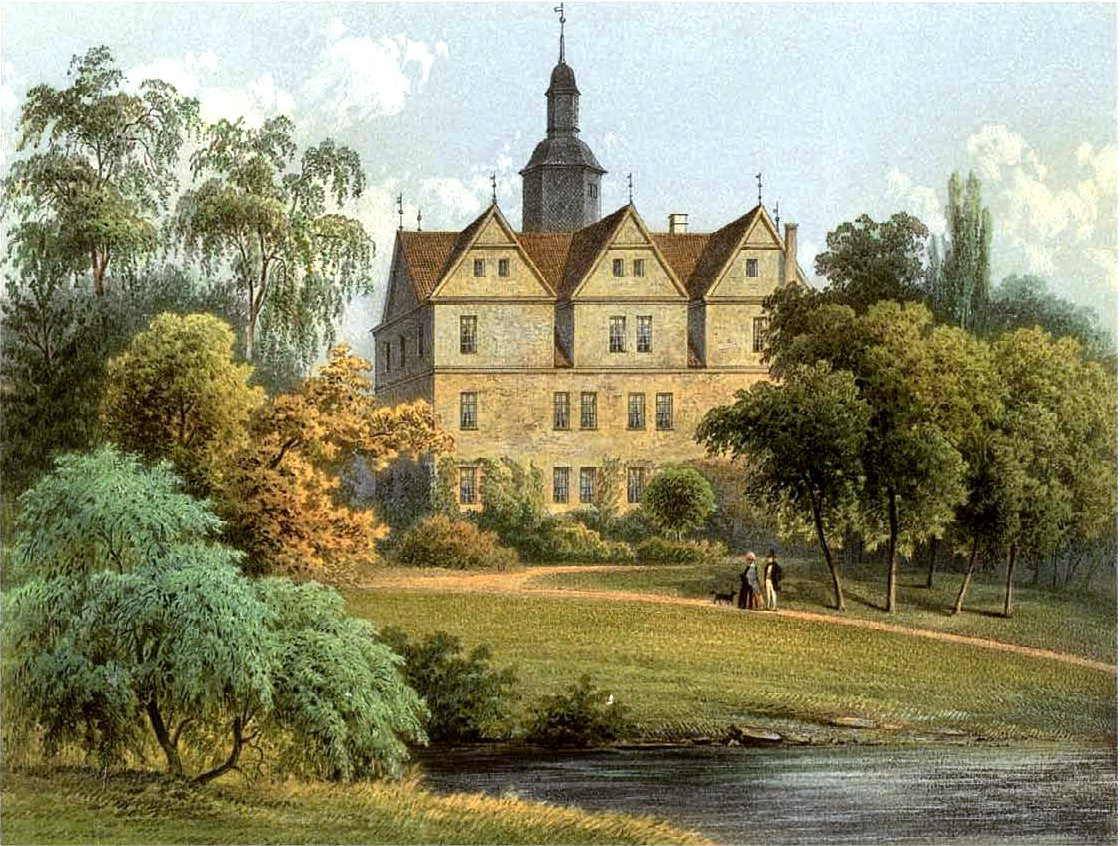
Schloss Demerthin um 1860/61, Sammlung Alexander Duncker

Das Schloss Demerthin – eigentlich ein Herrenhaus – gründete sich auf ein Lehen, welches 1468 durch Friedrich II. von Brandenburg an die Familie von Klitzing geriet. Die Familie selbst geht in ihren Forschungen und Chroniken von 1438 aus. Die Familie erhielt Dorf und Gut Demerthin, wo sie das Herrenhaus in der Folgezeit ab dem 16. Jahrhundert zu einem Adelssitz ausbaute. Die Familie blieb bis zur Bodenreform bis auf engste mit der Historie des Baukörpers verbunden. In der Mitte des 14. Jahrhunderts ersterwähnt bildete sich eine sächsische und eine märkische Stammlinie heraus. Aus der letztgenannten Familienlinie entwickelte sich über Klaus von Kitzing ausgangs des 15. Jahrhunderts das Haus Klitzing-Demerthin.
Das Renaissance-Schloss stammt in seiner heutigen Gestalt relativ unverändert aus dem Jahre 1604. Bauherrin war Katharina von Oppen, deren Mann Andreas von Klitzing nach seinem Tode 1586 ein wirtschaftlich erfolgreiches Gut hinterließ und der Witwe so die finanziellen Möglichkeiten für den Neubau gab. Auf die Begründerin des Gebäudes wird in der Inschrift über dem Portal hingewiesen.

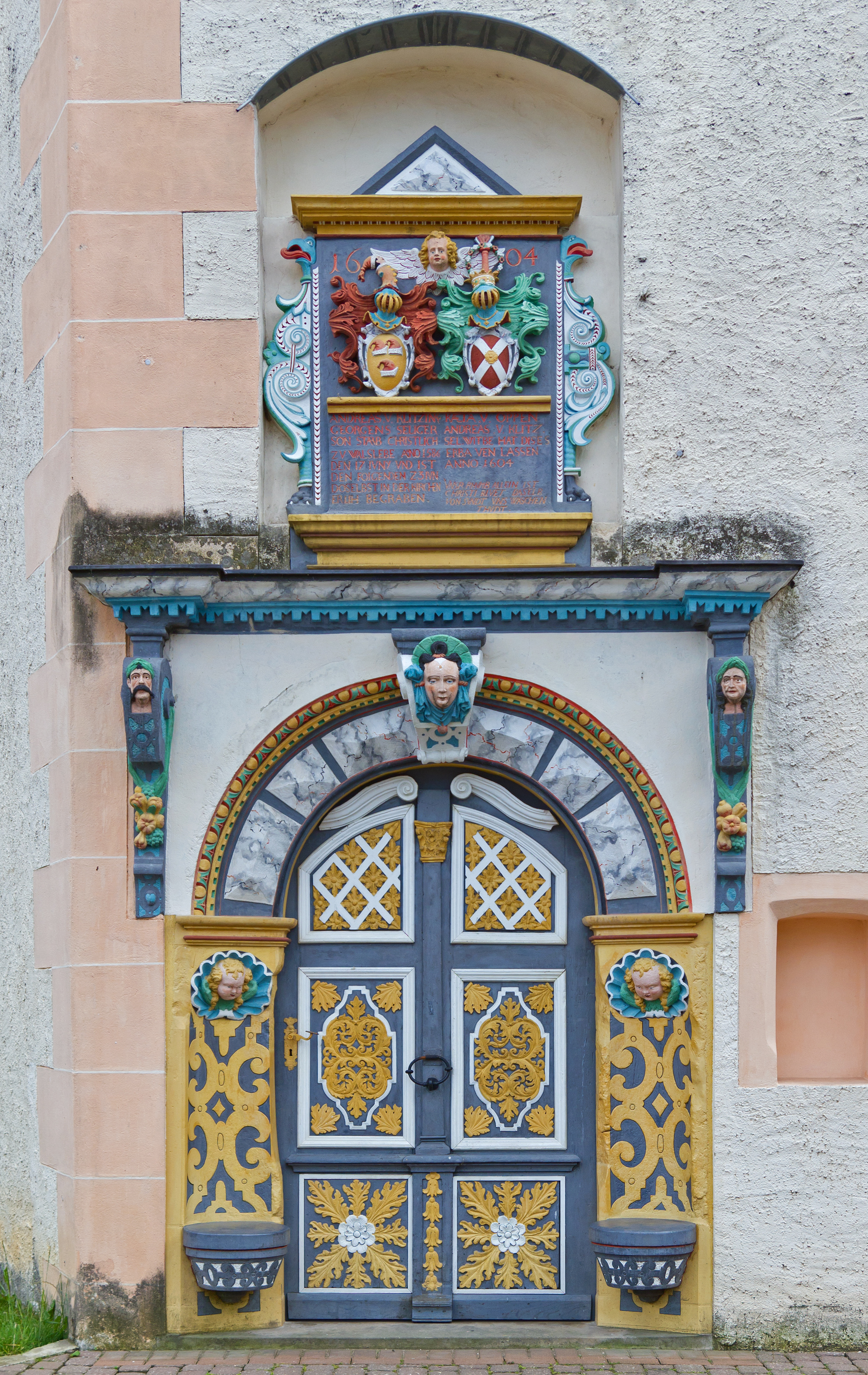
Renaissanceportal

Es handelt sich bei dem Schloss um einen kleinen, zweistöckigen Baukörper mit Satteldach, dem mit jeweils drei großen Zwerchhäusern auf der Hof- und Gartenseite mehr Massigkeit verliehen wurde. Während die Gartenseite zwar durch die Giebel gegliedert, aber sonst relativ schmucklos ist, wird die hofseitige Mitte des Schlosses durch einen mächtigen, das Schloss überragenden Treppenturm auf achteckigem Grundriss und mit einer bekrönenden Haube betont. Auffälligste Zierde am Bau ist das asymmetrisch in den Turm integrierte, prachtvolle Renaissanceportal mit bildplastischem Schmuck in manieristischen Formen.
Die Hofseite des Schlosses wird von verschiedenen, ursprünglich in Fachwerk errichteten Wirtschaftsgebäuden gerahmt, die zusammen einen Wirtschaftshof bilden. Die Seitenbauten sind nicht im Original erhalten, sondern durch jüngere, z. T. nach 1950 errichtete, Gebäude ersetzt. Hinter dem Schloss finden sich Reste des ehemaligen Schlossparks mit einem zum Teil sehr alten Baumbestand.
Das Schloss wurde in den vergangenen Jahrhunderten kaum verändert, so dass sich das Äußere des Gebäudes weitgehend noch immer wie zu seiner Erbauungszeit darstellt. Dies ist insofern etwas Besonderes, da die meisten Landsitze und Herrenhäuser im Laufe der Jahrhunderte stilistisch dem Zeitenwandel angepasst und erneuert oder zumindest umgebaut und erweitert wurden. Interessant ist die augenscheinliche Ähnlichkeit der Hofseite von Demerthin mit der Stadtfassade des Schlosses Königs Wusterhausen, welches ebenfalls in der Mark Brandenburg und ungefähr zeitgleich entstand.

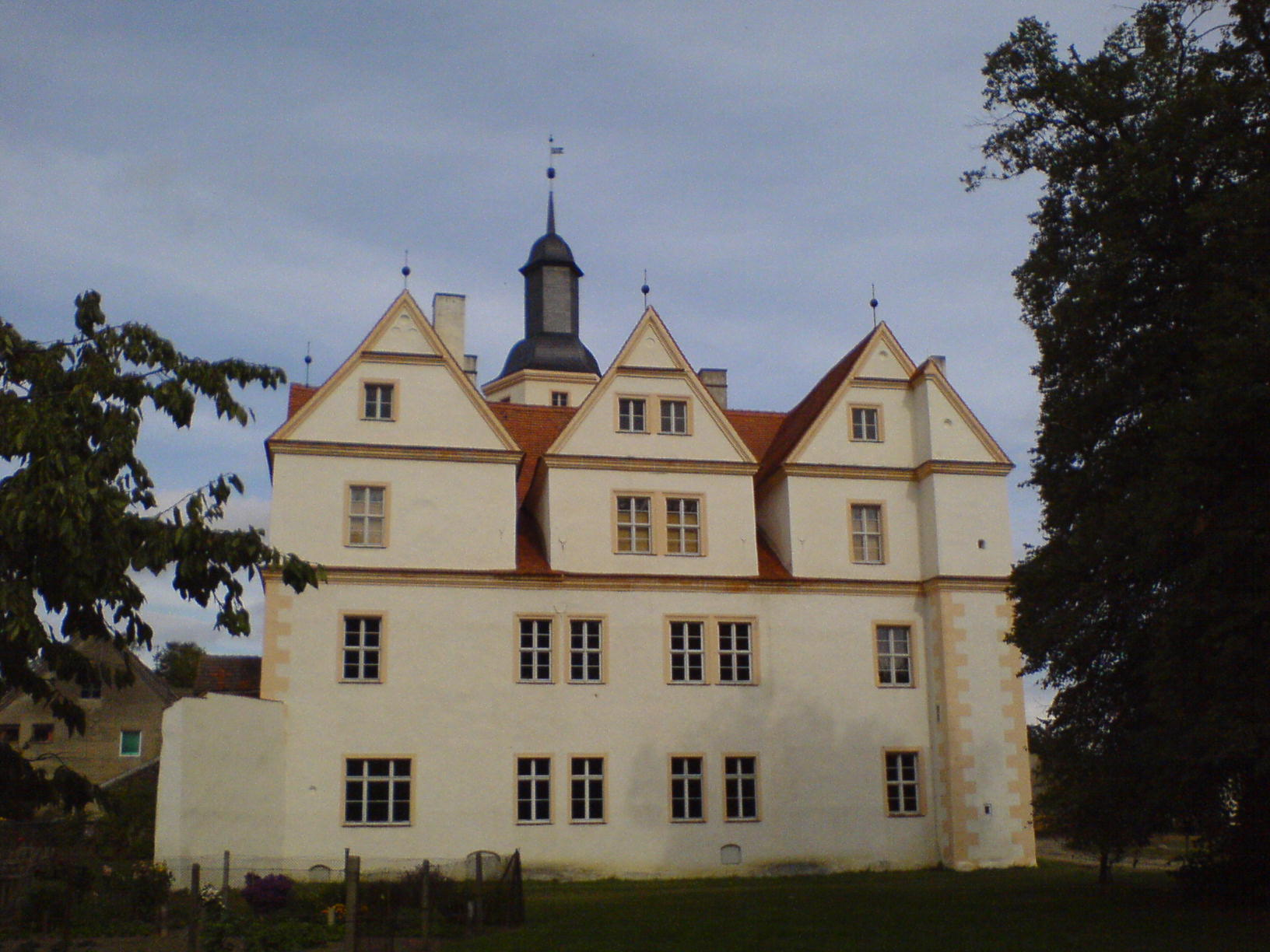
Parkseite des Schlosses

## Rittergut
Haus Demerthin diente zu allen Zeiten als Herrensitz und damit als repräsentativer Standort eines Gutsherrn, war Wohnhaus und Gutsbetrieb zugleich. Vom frühesten Mittelalter bis zu den Reformen der Kommunalverwaltung in der Weimarer Republik war es zudem juristisch gesehen ein eigenständiger Ort. Die Demerthiner Klitzings haben mit Ludwig (1786–1867) auch weitere Besitzungen in Mecklenburg.
Nach dem im Jahre 1879 erstmals amtlich publizierten Generaladressbuch der Brandenburger Rittergutsbesitzer wird die Familie von Klitzing als Eigentümer des kreistagsfähigen Rittergutes Demerthin ausgewiesen. Zum Besitz gehörte eine Brennerei. Das Gut hatte einen Umfang von genau 638 ha Land, davon nur 15 ha Wald. Vor der großen Wirtschaftskrise 1929 gehörte zum Rittergut Demerthin etwa 863 ha. Demerthin war zeitgleich ein Familienfideikommiss, eine Art Sicherung der Erbfolgeregelung zumeist auf Basis einer Stiftung.

## Nach dem Zweiten Weltkrieg
Das Schloss war bis 1945 durchgehend im Besitz der Familie von Klitzing, letzte Besitzerin die in der Region angesehene und populäre Adda von Klitzing, geb. von Rohr (1876–1956), die nach der Enteignung schließlich als Stiftsdame nach Marienfließ ging, wo sie auch starb. Nach dem Zweiten Weltkrieg nahm die Rote Armee Besitz von der Anlage. Die Familie von Klitzing wurde im Zuge der Bodenreform schließlich enteignet und ausgesiedelt. In der Nachkriegszeit verfiel die Anlage immer mehr. Das Schloss ging 1993 in den Besitz der Gemeinde über, eine umfassende Restaurierung des Gebäudes wurde ab 1992 begonnen und an den Fassaden 2004 abgeschlossen. Künftig soll das Schloss unter anderem ein kleines Heimatmuseum beherbergen, die Arbeiten dazu sind allerdings noch nicht vollständig beendet. Zurzeit werden im Erdgeschoss landwirtschaftliche Geräte der Region ausgestellt, außerdem wird nach weiteren kulturellen Nutzungskonzepten für das Schloss gesucht.